# Zhang Xingbo
Zhang Xingbo (chiń. 张兴波; ur. 13 kwietnia 1981 r.) – chiński wioślarz, reprezentant chiński w wioślarskiej czwórce bez sternika na Letnich Igrzyskach Olimpijskich w Pekinie.

## Osiągnięcia
- Igrzyska Olimpijskie - Pekin 2008 - czwórka bez sternika - 13. miejsce[1].